# Банклоди
Банклоди (англ. Bunclody, также Bunclody-Carrickduff; ирл. Bun Clóidí-Carraig Dhubh, «дно Клоди») — (переписной) посёлок в Ирландии, находится на границах графств Уэксфорд (провинция Ленстер) и Карлоу. Наиболее известен фестивалем Eileen Aroon, проходящем здесь в июле-августе.
Свой статус поселение получило в 1577 году старейшиной Джемсом Барри (James Barry). В XVII веке Банклоди переименовали в Ньютонбарри (Newtownbarry), но в XX веке, после получения Ирландией независимости, было возвращено старое наименование.
В XIX веке от реки Клоди был прорыт канал, для получения питьевой воды.

## Демография
Население — 1863 человека (по переписи 2006 года). В 2002 году население составляло 1361.
Данные переписи 2006 года:
| Общие демографические показатели |               |                               |                               |      |      |
| Всё население                    | Всё население | Изменения населения 2002—2006 | Изменения населения 2002—2006 | 2006 | 2006 |
| 2002                             | 2006          | чел.                          | %                             | муж. | жен. |
| 1361                             | 1863          | 502                           | 36,9                          | 956  | 907  |

В нижеприводимых таблицах сумма всех ответов (столбец «сумма»), как правило, меньше общего населения населённого пункта (столбец «2006»).
| Религия (Тема 2 — 5 : Число людей по религиям, 2006) |             |                |             |            |       |      |
| Католики, чел.                                       | Католики, % | Другая религия | Без религии | не указано | сумма | 2006 |
| 1709                                                 | 91,7        | 78             | 69          | 7          | 1863  | 1863 |

| Этно-расовый состав (Этничность. Тема 2 — 3 : Постоянное население по этническому или культурному происхождению, 2006) |            |              |       |        |        |            |       |       |
| Белые ирландцы | Лухт-шулта | Другие белые | Негры | Азиаты | Другие | Не указано | сумма | 2006  |
| 1315 | 202        | 274          | 2     | 6      | 3      | 6          | 1808  | 1863  |
| Доля от всех отвечавших на вопрос, %                                                                                   |            |              |       |        |        |            |       |       |
| 72,7 | 11,2       | 15,2         | 0,1   | 0,3    | 0,2    | 0,3        | 100   | 97,01 |

1 — доля отвечавших на вопрос о языке от всего населения.
| Владение ирландским языком (Тема 3 — 1 : Число людей от 3 лет и старше по способности говорить по-ирландски, 2006) |      |            |       |       |
| Владеете ли Вы ирландским языком?                                                                                  |      |            |       |       |
| Да | Нет  | Не указано | сумма | 2006  |
| 634 | 1120 | 25         | 1779  | 1863  |
| Доля от всех отвечавших на вопрос о языке, %                                                                       |      |            |       |       |
| 35,6 | 63,0 | 1,4        | 100   | 95,51 |

1 — доля отвечавших на вопрос о языке от всего населения.
| Использование ирландского языка (Тема 3 — 2 : Говорящие по-ирландски от 3 лет и старше по частоте использования ирландского языка, 2006) |                                                            |                                               |                                               |                                               |                                               |                                               |       |                                     |      |
| Как часто и где Вы говорите по-ирландски?                                                                                                |                                                            |                                               |                                               |                                               |                                               |                                               |       |                                     |      |
| ежедневно, только в образовательных учреждениях                                                                                          | ежедневно, как в образовательных учреждениях, так и вне их | в других местах (вне образовательной системы) | в других местах (вне образовательной системы) | в других местах (вне образовательной системы) | в других местах (вне образовательной системы) | в других местах (вне образовательной системы) | сумма | всего, отвечавших на вопрос о языке | 2006 |
| ежедневно, только в образовательных учреждениях                                                                                          | ежедневно, как в образовательных учреждениях, так и вне их | ежедневно                                     | каждую неделю                                 | реже                                          | никогда                                       | не указано                                    | сумма | всего, отвечавших на вопрос о языке | 2006 |
| 225 | 19                                                         | 9                                             | 35                                            | 205                                           | 126                                           | 15                                            | 634   | 1779                                | 1863 |
| Доля от всех отвечавших на вопрос о языке, %                                                                                             |                                                            |                                               |                                               |                                               |                                               |                                               |       |                                     |      |
| 12,6 | 1,1                                                        | 0,5                                           | 2,0                                           | 11,5                                          | 7,1                                           | 0,8                                           | 35,6  | 100                                 |      |

| Типы частных жилищ (Тема 6 — 1(a) : Число частных домовладений по типу размещения, 2006) |          |         |                 |            |       |      |
| Отдельный дом                                                                            | Квартира | Комната | Переносные дома | не указано | сумма | 2006 |
| 547                                                                                      | 42       | 1       | 14              | 2          | 606   | 1863 |